# Кльоц Микола Володимирович
Мико́ла Володи́мирович Кльоц, (15 жовтня 1956 — 15 листопада 2023) — радянський футболіст, що грав на позиції півзахисника. Відомий за виступами у луцькому «Торпедо», де є одним із найкращих бомбардирів та ветеранів клубу (279 матчів у чемпіонатах СРСР — 11 місце серед ветеранів команди, та 37 м'ячів у чемпіонатах СРСР — 9 місце серед усіх бомбардирів клубу); виступав також за харківський «Металіст». По закінченні кар'єри футболіста — футбольний тренер та організатор.

## Кар'єра футболіста
Микола Кльоц народився 15 жовтня 1956 року в Луцьку, і розпочав свою футбольну кар'єру в 1974 році в аматорській команді місцевого «Торпедо». У 1975—1976 роках служив строкову службу в Радянській Армії і одночасно грав у складі команди, яка стала чемпіоном Астраханської області. Після служби в армії повернувся до Луцька. У 1977 року колишній армійський клуб СК «Луцьк», що протягом 5 років базувався в обласному центрі Волині, було розформовано, і Луцьк на деякий час залишився без команди майстрів. У цей час Микола Кльоц дістав запрошення приєднатися до складу клубу із сусіднього з Луцьком обласного центру — рівненського «Авангарду», і навіть розпочав тренування з новим клубом. Але, отримавши повідомлення про відновлення у Луцьку «Торпедо», відразу ж покинув рівненський клуб, і повернувся до Луцька, де й розпочав виступи у новому сезоні. Молодий футболіст швидко став одним із лідерів півзахисту лучан і одним із улюбленців луцьких уболівальників. На початку 1979 року отримав запрошення від харківського «Металіста», який у цьому році вийшов до першої ліги чемпіонату СРСР, але в команді пробув лише півроку і повернувся до Луцька. Виступав у складі лучан до кінця 1983 року, був і надалі одним із лідерів та бомбардирів команди. У 1984—1985 роках виступав за аматорські команди «Прилад» (Луцьк) та ківерцівський «Колос». У 1986 році ще один сезон виступав у складі «Торпедо», який і став останнім для Миколи Кльоца у складі футбольних команд майстрів.

## Після закінчення футбольної кар'єри
Микола Кльоц закінчив факультет фізичного виховання Луцького педінституту, і після закінчення футбольної кар'єри в команді майстрів разом із дружиною з 1987 року працював вчителем фізвиховання у загальноосвітній школі села Козлів Локачинського району. У селі разом із тодішнім головою колгоспу Степаном Ковальчуком організували футбольну команду «Луга», яка тривалий час успішно виступала в обласних змаганнях, у тому числі й у першій групі чемпіонату області. За участю Миколи Кльоца також у селі було споруджено новий стадіон, який був на той час одним із найсучасніших сільських стадіонів в Україні. У 1993—1995 роках Микола Кльоц також виступав у чемпіонаті області за команду нововолинської шахти № 9. Після виступів за нововолинських шахтарів Микола Кльоц повертається до Луцька, де працює тренером юнацької команди «Волині», а також працює вчителем фізвиховання у Луцькій школі № 5, перейменованій пізніше в ліцей № 5.
У квітні 2015 року Микола Кльоц разом із головним редактором обласної газети «Волинь» Олександром Згоранцем узяв участь у нагородженні переможців турніру пам'яті Героя Небесної сотні Івана Тарасюка, який сам грав воротарем у аматорській команді ФК «Олика».
Помер Микола Кльоц 15 листопада 2023 року в Луцьку після тривалої хвороби.